# Calathus potosi
Calathus potosi är en skalbaggsart som beskrevs av Ball och Negre. Calathus potosi ingår i släktet Calathus och familjen jordlöpare. Inga underarter finns listade i Catalogue of Life.